# Aranyszárnyú bülbül
Az aranyszárnyú bülbül (Pycnonotus bimaculatus) a madarak osztályának verébalakúak (Passeriformes) rendjébe és a bülbülfélék (Pycnonotidae) családjába tartozó faj.

## Rendszerezése
A fajt Thomas Horsfield amerikai ornitológus írta le 1821-ben, a Turdus nembe Turdus bimaculatus néven.

## Alfajai
- Pycnonotus bimaculatus snouckaerti (Siebers, 1928) – északnyugat-Szumátra;
- Pycnonotus bimaculatus bimaculatus (Horsfield, 1821) – délnyugat-Szumátra, nyugat- és közép-Jáva;
- Pycnonotus bimaculatus tenggerensis (van Oort, 1911) – kelet-Jáva és Bali.

## Előfordulása
Indonéziához tartozó Szumátra, Jáva és Bali szigetein honos. Természetes élőhelyei a szubtrópusi és trópusi síkvidéki és hegyi esőerdők, cserjések valamint szántóföldek.

## Megjelenése
Testhossza 20 centiméter.

## Természetvédelmi helyzete
Az elterjedési területe nagy, egyedszáma pedig csökken. A Természetvédelmi Világszövetség Vörös listáján mérsékelten fenyegetett fajként szerepel.